# Észak-afrikai kacagógerle

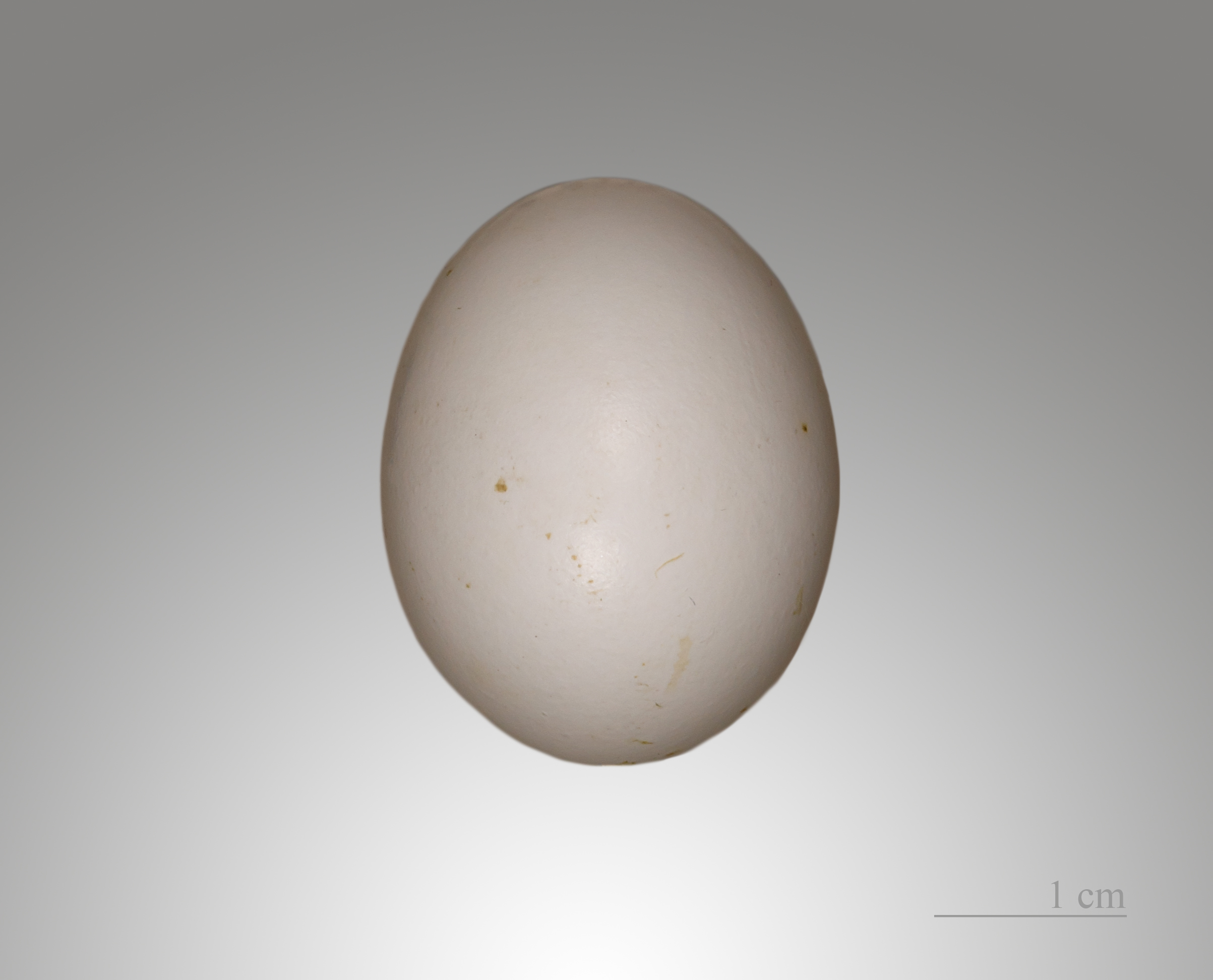
Észak-afrikai kacagógerle tojása

A kacagó gerle (Streptopelia roseogrisea) a madarak osztályának galambalakúak (Columbiformes) rendjébe és a galambfélék (Columbidae) családjába tartozó faj.

## Előfordulása
Benin, Burkina Faso, Kamerun, Csád, Dzsibuti, Egyiptom, Eritrea, Etiópia, Gambia, Mali, Mauritánia, Niger, Nigéria, Szaúd-Arábia, Szenegál, Szomália, Szudán, Nyugat-Szahara és Jemen területén honos. Kuvaitból kihalt. Betelepítették a Bahama-szigetekre, Új-Zélandra, Puerto Ricóra és az Amerikai Egyesült Államokban. Kóborlásai során eljut Bahreinbe, Ghánába, Izraelbe és Jordániába. Természetes élőhelye a szavannák, a bozótosok és a sivatagok.

## Megjelenése
Testhossza 26 centiméter.